# Guinzaglio

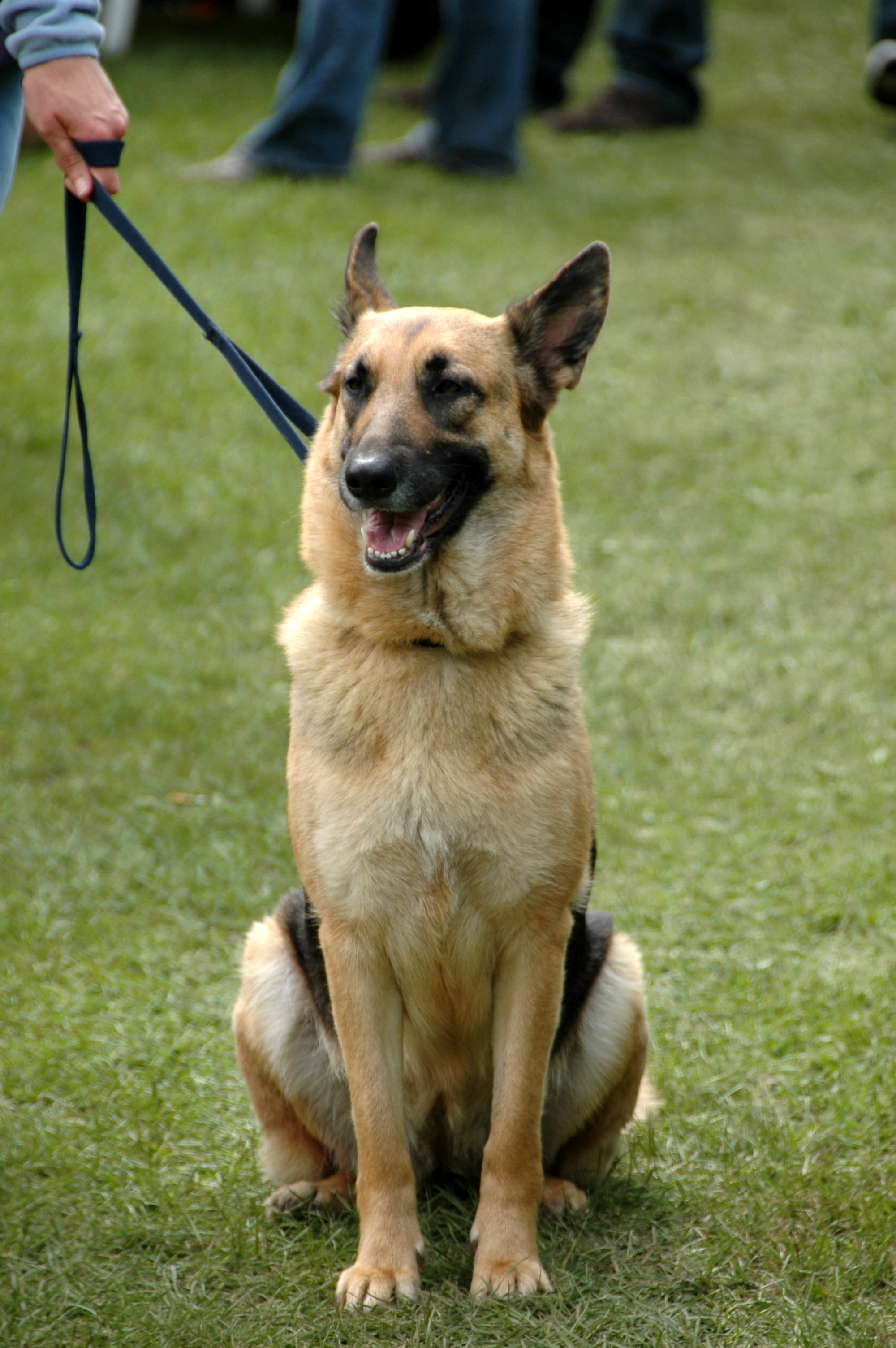
Cane lupo al guinzaglio

Il guinzaglio è una corda o materiale simile da legare intorno al collo, alla testa o alla vita di un animale, con lo scopo di tenerlo sotto controllo.

## Tipi di guinzaglio
Per i cani i guinzagli, obbligatori per legge in tutti i luoghi accessibili al pubblico, possono assumere varie forme, ad esempio:
- Una semplice catena di metallo
- Guinzaglio con manico di pelle, per tenere meglio l'animale
- Guinzaglio allungabile o retrattile, che consente al cane di allontanarsi generalmente per 3 o 4 metri al massimo, ma senza lasciarlo scappare
- Guinzaglio da legare intorno alla vita, senza usare il collarino.

## Leggi sui guinzagli

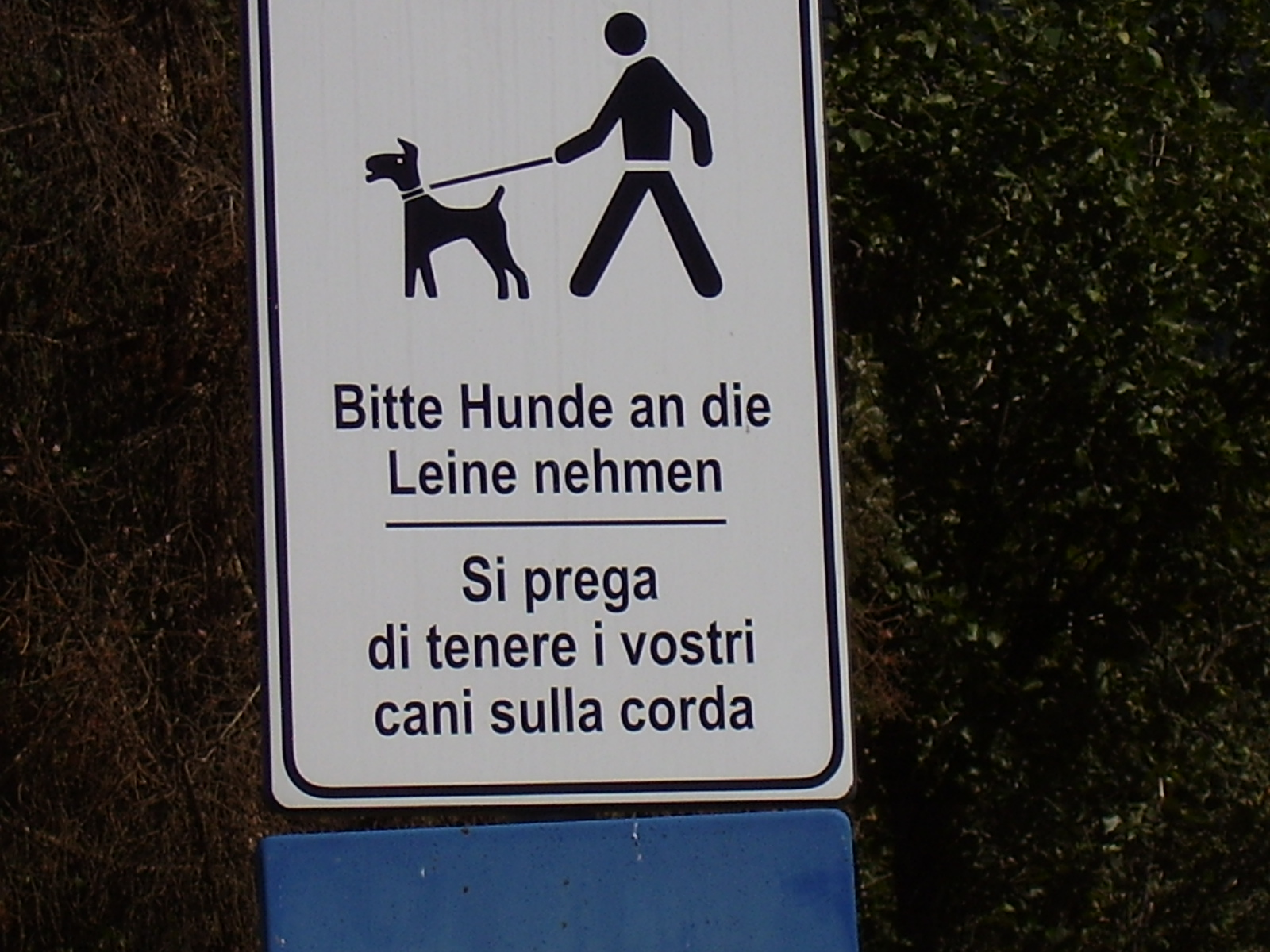
Cartello che obbliga a portare i cani al guinzaglio

In Italia, con l'ordinanza del 3 marzo 2009, il sottosegretario alla Salute Francesca Martini, ha introdotto per la prima volta l'obbligo di utilizzare sempre il guinzaglio ad una misura non superiore a mt. 1,50 per i cani condotti nelle aree urbane e nei luoghi aperti al pubblico - fatte salve le aree per cani individuate dai comuni - e di avere sempre con sé la museruola (rigida o morbida) da applicare in caso di potenziale pericolo, nonché l'obbligo di affidare il proprio animale solo a persone in grado di gestirlo.
Il proprietario e il detentore devono, inoltre, assumere informazioni sulle caratteristiche fisiche ed etologiche dei cani e sulle normative in vigore.
Il 22 marzo 2011 con un'ulteriore ordinanza, viene prolungato l'obbligo di utilizzo del guinzaglio per tutte le razze di cani sancito già con la precedente.